# 魂縈舊恨
《魂縈舊恨》（英語：Remembered Death，在英國首版時名為：Sparkling Cyanide）是阿嘉莎·克莉絲蒂所著的推理小說，1945年2月在美國出版，同年12月在英國出版。該部小說是1937年短篇《黃色鳶尾花》的加長版，但偵探和結局揭露的兇手並不相同。
這亦是克莉絲蒂筆下偵探角色之一的雷斯上校最後登場的作品。

## 情節簡介
一年前，羅絲瑪莉·巴頓在盧森堡飯店的生日宴會上中毒死亡，被認為是自殺。數月之後，羅絲瑪莉之夫喬治·巴頓收到聲稱羅絲瑪莉是死於謀殺的匿名信，為查清此事，他邀請了一年前的客人們重新在同一家飯店聚會，但未料他也在宴上中毒死亡，跟其妻一樣是死於氰化物。喬治的老友雷斯上校對此案展開了調查……

## 人物
- 羅絲瑪莉·巴頓，是喬治·巴頓之妻，繼承了一大筆財產，在本作故事發生前一年中毒死亡
- 喬治·巴頓，羅絲瑪莉的丈夫，在亡妻逝世一年後開辦紀念她的生日宴會，卻在宴上中毒死亡
- 雷斯上校，情報人員，喬治·巴頓的老友，在喬治死後對此案展開調查
- 艾麗絲·馬爾，羅絲瑪莉的妹妹
- 安東尼·布朗，艾麗絲的男友，實際上也是情報人員
- 露西拉·德雷克，羅絲瑪莉與艾麗絲兩姊妹的姑媽，與艾麗絲和喬治·巴頓同住
- 維克託·德雷克，露西拉的兒子，無業，不斷向母親勒索錢財
- 露絲·萊辛，喬治·巴頓的秘書
- 史蒂芬·法拉第，下議院議員，卻曾與羅絲瑪莉有過外遇關係
- 珊卓·法拉第，史蒂芬之妻，出身貴族家庭
- 坎卜探長

## 改編作品
曾先後在1983年和2003年被改編為電視電影。